# Præsidentvalget i USA 1860
Præsidentvalget i USA 1860 var det 19. præsidentvalget i USA, som blev afholdt tirsdag d. 6. november 1860. Valget blev vundet af den republikanske præsidentkandidat Abraham Lincoln og hans vicepræsidentkandidat Hannibal Hamlin til trods for, at disse ikke fremgik af stemmesedlen i ti af de sydlige slavestater. På nationalt plan vandt Lincoln flest vælgerstemmer, ligesom han også vandt et flertal af valgmandsstemmerne. Lincoln vandt dog kun de nordlige delstaters valgmandsstemmer — delstater, som på dette tidspunkt allerede havde afskaffet slaveri. Dette var første gang, at en republikaner blev valgt som præsident. Valget af Lincoln fungerede som den primære katalysator for udbuddet af den amerikanske borgerkrig, der så sydstaterne løsrive sig fra Unionen og danne Konføderationen.
USA var blevet et mere og mere splittet land løbet af 1850'erne, hvilket primært var drevet af uenighed vedrørende spørgsmålet om udvidelse af slaveriet til de vestlige territorier. Den siddende præsident, James Buchanan, var ligesom sin forgænger, Franklin Pierce, en nordlig demokrat med sydstatssympatier. Buchanan havde lovet ikke at søge genvalg. Fra midten af 1850'erne blev det republikanske parti dannet som et parti der modsatte sig slaveriet, og var drevet af den nordlige vælgermodstand mod Kansas-Nebraska-loven og højesterets afgørelse fra 1857 vedrørende Dred Scott v. Sandford. Fra valget i 1856 havde det republikanske parti erstattet Whigpartiet som den største opposition til Det Demokratiske Parti. En gruppe tidligere whigs og Know Nothings dannede Constitutional Union, som forsøgte at undgå splittelse ved at løse splittelser om slaveri med et nyt kompromis.
Den republikanske nationale konvent i 1860 i Chicago nominerede Abraham Lincoln – et tidligere moderat medlem af Whigpartiet, som havde repræsenteret Illinois i én periode (fra 1847 til 1849) i Repræsentanternes Hus. Lincolns platform lovede ikke at blande sig i slaveriet i Syden, men modsatte sig udvidelsen af slaveriet til yderligere territorier. Det demokratiske nationale konvent i 1860 blev afbrudt i Charleston, South Carolina, uden at man var nået til enighed om en nomineret kandidat. Et andet konvent i Baltimore, Maryland, blev Illinois-senator Stephen A. Douglas nomineret som partiets præsidentkandidat. Douglas' støtte til begrebet folkesuverænitet – som opfordrede hvert territoriums indbyggere til at beslutte slaveriets status lokalt – fremmedgjorde ham blandt mange radikale pro-slaveri syddemokrater, som ønskede at sådanne territorier skulle åbne for slaveri. Med præsident Buchanans støtte afholdt syddemokraterne deres eget konvent og nominerede vicepræsident John C. Breckinridge fra Kentucky. Ved Constitutional Unions konvent i 1860 blev den tidligere Tennessee senator John Bell nomineret.
Lincolns største modstander i nordstaterne var Douglas, som vandt den flest vælgerstemmer i to delstater, Missouri og New Jersey. Douglas var den eneste kandidat ved valget i 1860, der vandt valgmandsstemmer i både frie- og slavestater. I syd vandt Bell tre delstater, mens Breckinridge vandt de resterende 11 delstater. Lincolns valgsejr motiverede syv sydlige delstater – som alle stemte på Breckinridge – til at løsrive sig før Lincoln blev svoret ind som præsident i marts 1861. Den amerikanske borgerkrig begyndte mindre end to måneder efter at Lincoln var blevet svoret ind med Slaget ved Fort Sumter. Herefter løsrev fire yderligere delstater sig. Lincoln vandt genvalg ved det amerikanske præsidentvalg i 1864. Valget var det første af seks på hinanden følgende republikanske sejre ved det amerikanske præsidentvalg. .

## Yderligere læsning
- Carwardine, Richard (2003). Lincoln. Pearson Education Ltd. ISBN 978-0-582-03279-8.
- Chadwick, Bruce (2010). Lincoln for President: An Unlikely Candidate, An Audacious Strategy, and the Victory No One Saw Coming. Sourcebooks, Inc. ISBN 978-1-4022-2858-2.
- Decredico, Mary A. "Sectionalism and the Secession Crisis," in John B. Boles, ed., A Companion to the American South (2004) pp. 231-248, on the historiography of Southend motivations
- Donald, David Herbert (1996) [1995]. Lincoln. New York: Simon and Schuster. ISBN 978-0-684-82535-9.
- Egerton, Douglas (2010). Year of Meteors: Stephen Douglas, Abraham Lincoln, and the Election That Brought on the Civil War. Bloomsbury Press. ISBN 978-1-59691-619-7.
- Fite, Emerson David. The Presidential campaign of 1860 (1911). online, classic narrative.
- Foner, Eric (1995) [1970]. Free Soil, Free Labor, Free Men: The Ideology of the Republican Party before the Civil War. Oxford University Press. ISBN 978-0-19-509497-8.
- Franson, Melissa. "Wide Awakes, Half Asleeps, Little Giants, and Bell Ringers: Political Partisanship in the Catskills of New York during the Elections of 1860 and 1862." New York History 102.1 (2021): 149–171. excerpt
- Fuller, A. James, ed. The Election of 1860 Reconsidered (Kent State Univ Press, 2013); 288 pp; essays by scholars; online
  - Thomas E. Rodgers, “Saving the Republic: Turnout, Ideology, and Republicanism in the Election of 1860,” in The Election of 1860 Reconsidered ch 6.
- Gabrial, B. "The Democrats Divide: Newspaper Coverage of the 1860 Presidential Conventions." in  In The Antebellum Press (Routledge. 2019) pp. 201–211.
- Goodwin, Doris Kearns (2002). Team of Rivals: The Political Genius of Abraham Lincoln. New York: Simon & Schuster. ISBN 0-684-82490-6.
- Green, Michael S. (2011). Lincoln and the Election of 1860. SIU Press. ISBN 978-0-8093-8636-9.
- Grinspan, Jon, "'Young Men for War': The Wide Awakes and Lincoln's 1860 Presidential Campaign," Journal of American History 96.2 (2009): online.
- Harris, William C. (2007). Lincoln's Rise to the Presidency. Lawrence: University Press of Kansas. ISBN 978-0-7006-1520-9.
- Holt, Michael F. (1978). The Political Crisis of the 1850s.
- Holt, Michael F. The Election of 1860: "A Campaign Fraught with Consequences (2017) online review
- Holzer, Harold (2004). Lincoln at Cooper Union: The Speech That Made Abraham Lincoln President. Simon & Schuster. ISBN 978-0-7432-9964-0.
- Johannsen, Robert W. Stephen A. Douglas (1973), standard biography
- Luebke, Frederick C. (1971). Ethnic Voters and the Election of Lincoln. Lincoln, University of Nebraska Press. ISBN 9780803207967.
- Luthin, Reinhard H. (1944). The First Lincoln Campaign. Cambridge, MA: Harvard University Press. ISBN 978-0-8446-1292-8. along with Nevins, the most detailed narrative of the election
- Nevins, Allan. Ordeal of the Union (8 volumes, Macmillan, 1947–1971), detailed scholarly coverage of every election, 1848 to 1864. See vol 4 (1950) "The Emergence of Lincoln" vol 2 "Prologue to Civil War 1857-1861" pp 200-317 online
- Nichols, Roy Franklin. The Disruption of American Democracy (1948), pp. 348–506, focused on the Democratic party online
- Parks, Joseph Howard. John Bell of Tennessee (1950), standard biography
- Potter, David M. (1976). The Impending Crisis, 1848–1861. HarperCollins. ISBN 978-0-06-131929-7.
- Rhodes, James Ford (1912). History of the United States from the Compromise of 1850 to the Final Restoration of Home Rule at the South in 1877. Vol. II.
- Rhodes, James Ford (1920). History of the United States from the Compromise of 1859 to the McKinley-Bryan Campaign of 1896.
- Wells, Damon. Stephen Douglas: The Last Years, 1857–1861 (1971), online
- Woods, Michael E. Arguing Until Doomsday: Stephen Douglas, Jefferson Davis, and the Struggle for American Democracy (UNC Press Books, 2020). online review

### Primærkilder
- Chester, Edward W. A Guide to Political Platforms (1977), pp. 72–79 online
- Porter, Kirk H. and Donald Bruce Johnson, eds. National Party Platforms, 1840-1964 (1965) online 1840-1956

## Eksterne links
- Wikimedia Commons har flere filer relateret til Præsidentvalget i USA 1860
- 1860 election: State-by-state Popular vote results
- 1860 popular vote by counties
- Electoral Map from 1860
- Abraham Lincoln: Original Letters and Manuscripts, 1860 Arkiveret 11. maj 2014 hos  Wayback Machine Shapell Manuscript Foundation
- Lincoln's election – details
- Report on 1860 Republican convention
- Abraham Lincoln: A Resource Guide from the Library of Congress
- Presidential Election of 1860: A Resource Guide from the Library of Congress
- Election of 1860 in Counting the Votes Arkiveret 3. oktober 2017 hos  Wayback Machine